# 疏花齿缘草
疏花齿缘草（学名：Eritrichium laxum）为紫草科齿缘草属的植物，为中国的特有植物。分布在中国大陆的西藏、云南等地，生长于海拔4,000米至5,000米的地区，常生于山顶、山坡草地和岩石表面，目前尚未由人工引种栽培。